# Горня Воча
Горня Воча (хорв. Gornja Voća) — населений пункт у Хорватії, у Вараждинській жупанії у складі громади Доня Воча.

## Населення
Населення за даними перепису 2011 року становило 571 осіб.
Динаміка чисельності населення поселення:

## Клімат
Середня річна температура становить 9,78 °C, середня максимальна – 23,50 °C, а середня мінімальна – -5,94 °C. Середня річна кількість опадів – 1027 мм.
| Клімат поселення                              | Клімат поселення | Клімат поселення | Клімат поселення | Клімат поселення | Клімат поселення | Клімат поселення | Клімат поселення | Клімат поселення | Клімат поселення | Клімат поселення | Клімат поселення | Клімат поселення | Клімат поселення |
| Показник                                      | Січ.             | Лют.             | Бер.             | Квіт.            | Трав.            | Черв.            | Лип.             | Серп.            | Вер.             | Жовт.            | Лист.            | Груд.            |                  |
| Середній максимум, °C                         | 5,62             | 7,18             | 11,24            | 15,42            | 20,34            | 23,50            | 22,74            | 22,15            | 18,19            | 13,24            | 7,86             | 4,29             |                  |
| Середня температура, °C                       | −0,16            | 1,40             | 5,46             | 9,64             | 14,55            | 17,71            | 19,45            | 18,88            | 14,90            | 9,96             | 4,58             | 1,01             |                  |
| Середній мінімум, °C                          | −5,94            | −4,38            | −0,32            | 3,85             | 8,78             | 11,94            | 16,18            | 15,59            | 11,61            | 6,68             | 1,30             | −2,28            |                  |
| Норма опадів, мм                              | 47               | 52               | 71               | 80               | 88               | 119              | 106              | 103              | 96               | 97               | 96               | 72               |                  |
| Середньомісячна швидкість вітру, м/с          | 1.81             | 2.01             | 2.40             | 2.41             | 2.31             | 2.01             | 1.97             | 1.80             | 1.80             | 1.84             | 1.94             | 1.92             |                  |
| Середньомісячна сонячна радіація, кДж/м²·день | 4126             | 6816             | 10517            | 14771            | 18767            | 20666            | 21339            | 18436            | 13657            | 8607             | 4585             | 3262             |                  |
| --------------------------------------------- | ---------------- | ---------------- | ---------------- | ---------------- | ---------------- | ---------------- | ---------------- | ---------------- | ---------------- | ---------------- | ---------------- | ---------------- | ---------------- |
| Джерело:                                      |                  |                  |                  |                  |                  |                  |                  |                  |                  |                  |                  |                  |                  |